# Georgia Moffett
Pour les articles homonymes, voir Moffett et Tennant.
Georgia Moffett, également connue sous son nom d'épouse Georgia Tennant, est une actrice britannique, née le 25 décembre 1984 à Londres.

## Biographie
Georgia Moffett nait le 25 décembre 1984 à Londres. Elle est la fille de l'acteur incarnant le cinquième Docteur Peter Davison (né Peter Moffett) et de l'actrice Sandra Dickinson (en), fille du docteur Harold Searles. Elle intègre la même école que la fille de Colin Baker (interprète du sixième Docteur) avec qui elle devient amie. Cela la pousse à croire que ce n'est pas unique que son père ait joué le Docteur et elle décide de se lancer dans une carrière d'actrice. Elle commence en 1999 en jouant dans Peak Practice (en) à l'âge de 15 ans. Elle étudie en parallèle à St Edward's School (en) à Oxford mais abandonne ses études à cause de sa grossesse à 17 ans.
Elle décroche son premier grand rôle dans la série The Bill, où elle joue Abigail Nixon. En 2008, elle interprète Jenny dans La Fille du Docteur, un épisode de la quatrième saison de Doctor Who, où elle rencontre David Tennant (l'acteur incarnant le dixième Docteur) qu'elle épousera en 2011. Elle a aussi joué dans Miss Marple et dans Merlin. Elle a également joué au théâtre, par exemple dans la pièce What the Butler Saw (en) en 2012. En 2018, elle reprend son rôle de Jenny dans des aventures audio dans l'univers de Doctor Who, accompagnée par Sean Biggerstaff.
À partir de 2020, elle joue son propre rôle dans Staged, une série britannique centrée sur la vie fictionnelle de Michael Sheen et de David Tennant durant le confinement lors de la pandémie de Covid-19,. Pour les 60 ans de la série Doctor Who, Georgia Moffett partage une aventure audio avec son père, qui reprend alors le rôle du cinquième Docteur.

## Vie privée
En janvier 2011, les tabloïds ont rapporté ses fiançailles avec David Tennant. Le mariage est célébré le 30 décembre 2011 au Théâtre du Globe à Londres.
Le couple a cinq enfants : Tyler (en) (né en mars 2002 et adopté par David Tennant en 2011), Olive (d) (née en mars 2011), Wilfred (d) (né en mai 2013) Doris (née en octobre 2015) et Birdie (née en octobre 2019). Leurs trois premiers enfants sont devenus acteurs à leur tour.
En 2018, après une biopsie, Georgia Moffett apprend qu'elle est atteinte d'un cancer du col utérin. Guérie, elle lutte activement depuis 2020 pour la sensibilisation sur le sujet et encourage les femmes à se faire dépister. En 2024, alors qu'elle présente avec son mari les BAFTA 2024, elle arbore un tatouage pour les droits des personnes transgenres disant « Les droits des trans sont des droits humains ». Ce soutien à la communauté LGBTQIA+ est apprécié par les membres de celle-ci.

## Filmographie

### Actrice

#### Cinéma
- 2010 : Thorne: Sleepyhead : Sophie Holland

#### Courts-métrages
- 2015 : 96 Ways to Say I Love You
- 2018 : Doctor Who : Video message for Gary Russell : Jenny

#### Télévision

##### Séries télévisées
- 1999 : Médecins de l'ordinaire : Nicki Davey[23]
- 2002-2009 : The Bill : Abigail Nixon[24]
- 2004-2005 : Where the Heart Is : Alice Harding[25]
- 2004-2014 : Holby City : Briony Whitman / Emma Lenton[26]
- 2007 : Bonkers : Debbie Hooper[27]
- 2007 : Fear, Stress and Anger : Chloe Chadwick[28]
- 2007 : The Last Detective : Tanya[29]
- 2007-2014 : Casualty : Heather / Briony Whitman / Elaine Walker[30],[31]
- 2008 : Doctor Who : Jenny
- 2008 : Ma tribu : Penny Bishop[32]
- 2008 : Code 9 : Kylie[33]
- 2009 : Doctor Who: Dreamland : Cassie Rice[34]
- 2009 : Merlin : Dame Viviane[35]
- 2009 : Miss Marple : Frankie Derwent[36]
- 2010 : Playhouse: Live
- 2011-2012 : White Van Man : Emma
- 2017 : In the Dark : Jenny
- 2020 - 2022 : Staged : elle-même, la femme de David
- 2022 : Sandman : Laura Lynn (1 épisode)

##### Téléfilms
- 2004 : The Second Quest : Sandra Biggs[37]
- 2005 : Like Father Like Son : Morag Tait[38]
- 2005 : Tom Brown’s Schooldays (en) de David Moore : Sally[39]
- 2013 : The Five(ish) Doctors Reboot : Georgia Moffett
- 2015 : Joan of Arc: God's Warrior : Joan of Arc

### Productrice

#### Cinéma
- 2017 : You, Me and Him

#### Courts-métrages
- 2015 : 96 Ways to Say I Love You
- 2016 : The Exit

#### Télévision

##### Téléfilms
- 2013 : The Five(ish) Doctors Reboot

## Distinctions

### Récompenses
- 2020 : Comedy.co.uk Awards de la meilleure série TV pour Staged (2021) partagé avec Simon Evans, Phin Glynn et Victor Glynn.
- 2021 : Rockie Awards du meilleur programme de fiction pour Staged (2021) partagé avec Simon Evans, Phin Glynn et Victor Glynn.
- New York Festivals 2021 : 
  - Meilleure série télévisée comique pour Staged (2021) partagé avec Simon Evans (Cocréateur, scénariste et réalisateur), Phin Glynn (Producteur exécutif), Victor Glynn (Producteur), David Tennant (Producteur), Michael Sheen (Producteur exécutif), Geoffrey Iles (Producteur exécutif), Axel Kuschevatzky (Producteur exécutif) et Cindy Teperman (Producteur exécutif).
  - Meilleur épisode comique pour Staged (2021) partagé avec Simon Evans (Cocréateur, scénariste et réalisateur), Phin Glynn (Producteur exécutif), Victor Glynn (Producteur), David Tennant (Producteur), Michael Sheen (Producteur exécutif), Geoffrey Iles (Producteur exécutif), Axel Kuschevatzky (Producteur exécutif) et Cindy Teperman (Producteur exécutif).
  - Lauréat du Prix Silver Medal du meilleur épisode comique pour Staged (2021) partagé avec Simon Evans (Cocréateur, scénariste et réalisateur), Phin Glynn (Producteur exécutif), Victor Glynn (Producteur), David Tennant (Producteur), Michael Sheen (Producteur exécutif), Geoffrey Iles (Producteur exécutif), Axel Kuschevatzky (Producteur exécutif) et Cindy Teperman (Producteur exécutif).
  - Lauréat du Prix Bronze Medal du meilleur épisode comique pour Staged (2021) partagé avec Simon Evans (Cocréateur, scénariste et réalisateur), Phin Glynn (Producteur exécutif), Victor Glynn (Producteur), David Tennant (Producteur), Michael Sheen (Producteur exécutif), Geoffrey Iles (Producteur exécutif), Axel Kuschevatzky (Producteur exécutif) et Cindy Teperman (Producteur exécutif).
- Prague International Film Festival 2021 : Lauréate de la Mention Honorable de la meilleure série TV pour Staged (2020) et pour Who the F#!k is Michael Sheen? (2020) partagé avec Simon Evans, Phin Glynn et Victor Glynn.
- 2021 : Royal Television Society de la meilleure série comique pour Staged (2021) partagé avec Simon Evans (Cocréateur, scénariste et réalisateur), Phin Glynn (Producteur exécutif), Victor Glynn (Producteur), David Tennant (Producteur) eT Michael Sheen (Producteur exécutif).
- Telly Awards 2021 : Online Craft - Use of Comedy de la meilleure série TV pour Staged (2020) et pour Who the F#!k is Michael Sheen? (2020) partagé avec Simon Evans, Phin Glynn et Victor Glynn.
- Telly Awards 2021 : Online General - Comedy: Short or Episode de la meilleure série TV pour Staged (2020) et pour Who the F#!k is Michael Sheen? (2020) partagé avec Simon Evans, Phin Glynn et Victor Glynn.

### Nominations
- 2021 : BANFF World Media Festival / Rockie Awards du meilleur programme pour Staged (2021) partagé avec Simon Evans, Phin Glynn et Victor Glynn.
- 2021 : Festival de la Rose d'or de la meilleure série comique pour Staged (2021) partagé avec Simon Evans (Cocréateur, scénariste et réalisateur), Phin Glynn (Producteur exécutif), Victor Glynn (Producteur), David Tennant (Producteur) et Michael Sheen (Producteur exécutif).
- 2021 : Venice TV Awards de la meilleure série télévisée comique pour Staged (2021) partagé avec Simon Evans (Cocréateur, scénariste et réalisateur), Phin Glynn (Producteur exécutif), Victor Glynn (Producteur), David Tennant (Producteur), Michael Sheen (Producteur exécutif), Geoffrey Iles (Producteur exécutif), Axel Kuschevatzky (Producteur exécutif) et Cindy Teperman (Producteur exécutif).
- 2021 : Televisual Bulldog Awards de la meilleure série télévisée comique pour Staged (2021) partagé avec Simon Evans, Phin Glynn et Victor Glynn.
- 2022 : Rockie Awards du meilleur programme pour Staged (2021) partagé avec Simon Evans, Phin Glynn et Victor Glynn.
- 2022 : Broadcast Awards du meilleur programme de confinement pour Staged (2021) partagé avec Simon Evans (Cocréateur, scénariste et réalisateur), Phin Glynn (Producteur exécutif), Victor Glynn (Producteur), David Tennant (Producteur), Michael Sheen (Producteur exécutif), GCB Films, Infinity Hill et BBC One.
- 2022 : New York Festivals de la meilleure série télévisée comique pour Staged (2021) partagé avec Simon Evans, Phin Glynn et Victor Glynn.